# Lygropia alitemeralis
Lygropia alitemeralis là một loài bướm đêm trong họ Crambidae.